# 生长站
生長站（韓語：생장역）是朝鮮民主主義人民共和國两江道雲興郡生長勞動者區的一個鐵路車站，属于白头山青年线。

## 邻近车站
白头山青年线
南中站 - 生長站 - 云兴站